# Лиакатабад
Лиакатабад (англ. Liaquatabad) — техсил расположенный в центральной части пакистанского города Карачи, столицы провинции Синд. Техсил носит имя первого премьер-министра Пакистана Лиакат Али Хана.

## Географическое положение
Техсил граничит с Северный Назимабадом на севере, с Гулбергом и Гулшаном на востоке, с Джамшедом вдоль реки Лаяри на юге и с Синдской торгово-промышленной зоной вдоль Оранги-Нала. Техсил состоит из 11 союзных советов.

## Населения
В 1998 году население техсила составляло 649,091 человек.

## Власть
- Назим — Усама Кадри
- Наиб назим — Таснимул Хассан Фаруки
- Администратор — Гхуфран Ахмед